# 转山湖水库
转山湖水库是中国吉林省四平市梨树县境内的一座水库，位于业赫河上，建于1984年。水库正常库容为2063万立方米，集雨面积为121平方千米，海拔为229.4米。